# Lars Fleming (silversmed)
Lars Peter Eriksson Fleming, född 24 juni 1928 i Oscars församling i Stockholm, död 24 januari 2025, var en svensk friherre och hovsilversmed.
Lars Fleming var son till hovsilversmeden, friherre Erik Fleming och Ruth, ogift Swärd. Han var utbildad vid Påhlmans handelsinstitut, Högre Konstindustriella Skolan (HKS) 1952, Staatliche höhere Fachschule für das Edelmetallgewerbe i Schwäbische Gmünd i Tyskland 1953–1954. Han kom som direktörsassistent till Atelier Borgila i Stockholm 1953 och blev VD där i samband med att han övertog företaget 1959.
Fleming hade många olika förtroendeuppdrag. Han var ordförande i Stockholms guldsmedsmästareförening 1965–1981, Konsthantverkarnas förening 1973–1986, ledamot i Stockholms stads hantverksförening 1970–1991 (ordförande där 1987–1991), ordförande i Guldsmedsmästarnas riksorganisation 1978–1980, Fabrikör J.L. Eklunds hantverksstiftelse 1987–1991, ledamot av Överstyrelsen för brandkontoret 1978–1992, Småföretagens riksorganisation 1988–1990, Kungliga patriotiska sällskapet från 1986, Danderyds kulturnämnd 1971–1989 (vice ordförande 1983–1985), Danderyds kommunfullmäktige 1974–1979, Bostadsdomstolen från 1982, fullmäktig i Länsförsäkringar Stockholm från 1985, vice ordförande i Företagarnas Riksorganisations Stockholmsförening från 1991, kyrkofullmäktig Katarina församling i Stockholm från 1992 och ledamot av Moderaternas företagarråd i Stockholm från 1989. Han var också nämndeman.
Bland hans arbeten kan nämnas biskopsstav till Västerås domkyrka (1955) samt cirka 40 nattvardsserviser och altaruppsatser. Han finns representerad vid Nationalmuseum, Värmlands museum och Östergötlands museum samt i USA, Sovjet, Tyskland och Italien.
Lars Fleming var 1962–1975 gift med Suzanne Grevillius (1933–2022), tidigare gift Wallenberg, och fick två döttrar, födda 1963 respektive 1965.